# El Shaddai: Ascension of the Metatron
El Shaddai: Ascension of the Metatron (エルシャダイ アセンション・オブ・ザ・メタトロン Eru Shadai Asenshon obu za Metatoron?) es un videojuego de acción para las consolas de videojuegos PlayStation 3 y Xbox 360. Es desarrollado y publicado por UTV Ignition Games, una subsidiaria de UTV Software Communications (que es propiedad de The Walt Disney Company India). El desarrollo estuvo a cargo de Sawaki Takeyasu, quien anteriormente había trabajado como artista y diseñador de personajes en Devil May Cry, Ōkami y Fatal Frame: Mask of the Lunar Eclipse. El juego fue lanzado el 28 de abril de 2011 en Japón, el 16 de agosto de 2011 en Norteamérica y el 9 de septiembre de 2011 en Europa. Crim publicó un puerto para Microsoft Windows en septiembre de 2021. También se está desarrollando un port para Nintendo Switch.

## Jugabilidad
El Shaddai es un juego de acción en tercera persona con elementos de plataformas, en el que los jugadores controlan a Enoch. Enoch usa una armadura sagrada que pierde sus piezas a medida que el jugador recibe daño, aunque se puede restaurar usando corazones que se encuentran al romper objetos. Si el jugador se daña cuando a Enoch no le queda armadura, se le da una pequeña cantidad de tiempo para presionar repetidamente los botones para reparar la armadura antes de tener que reiniciar en el último punto de control. A lo largo del juego, Enoch y la mayoría de sus enemigos utilizan tres tipos de armas; Arch, Gale y Veil, cada uno con sus propias fortalezas y debilidades dentro y fuera del combate. El Arco es un arma rápida de corto alcance que puede realizar combos rápidos y permite a Enoch descender lentamente mientras salta. El Gale es un arma de largo alcance que dispara proyectiles a los enemigos y le permite a Enoch realizar carreras sobre grandes espacios. Finalmente, el Velo es un arma lenta pero poderosa que puede dañar fácilmente a los enemigos y romper ciertos objetos que las otras armas no pueden. Enoch puede recuperar estas armas robándoselas a los enemigos después de que hayan recibido suficiente daño o tomándolas de los íconos que se encuentran durante las secciones de plataformas y las batallas contra jefes. Estas armas se desgastan con el tiempo, lo que requiere que Enoch las purifique para restaurar su poder, o robar una nueva arma de un enemigo. Después de cierto punto en el juego, Enoch obtendrá la ayuda del arcángel Uriel y podrá activar el modo 'Overburst', aumentando el poder de los ataques de Enoch y permitiéndole realizar un combo de ataque especial.

## Sinopsis
Siete ángeles caídos llamados Grigori roban piezas de la sabiduría de Dios y descienden a la Tierra, habiéndose enamorado de los humanos y acelerando de forma antinatural su evolución. Los Grigori están dirigidos por un exmiembro del Consejo del Cielo llamado Semyaza; los otros Grigori son Azazel, Ezekiel, Armaros, Sariel, Arakiel y Baraqel. También crean los Nephilim, híbridos de humanos y Grigori que amenazan con destruir el mundo. Debido a estos eventos, el Concilio del Cielo ha decidido desencadenar un gran diluvio que destruirá toda la vida, incluida la humanidad. Enoc, un hombre originalmente traído al cielo para actuar como escriba, es enviado a la Tierra por Dios para detener a los Grigori, siendo supervisado por el ángel guardián Lucifel y cuatro Arcángeles. El inmortal Enoch busca durante trescientos años la base de Grigori, un reino espacial aislado que contiene una estructura conocida como la Torre, con cada Grigori controlando un piso de la Torre. A medida que avanza a través de la Torre, a través de las notas dejadas por los libertos humanos aliados y las declaraciones de los Grigori, se revela que los Grigori fueron tentados a caer por una entidad de la Oscuridad llamada Belial, que le da poder a los Grigori a cambio de la almas de humanos que mueren en la Torre.
Enoch lucha contra humanos cautivados y se encuentra con una chica humana Freedman llamada Nanna y su compañero Nephilim no hostil, Neph. Cuando Sariel es derrotado, los Nefilim nacidos de él mueren. Se revela que Baraqel fue devorado por uno de sus Nephilim cuando se volvió loco, y Arakiel murió cuando Grigori cayó del cielo. Durante su pelea con Armaros, Belial engaña a Enoch hacia la Oscuridad secuestrando a Nanna. Armaros, quien se consideraba amigo de Enoch antes de venir a la Tierra, se sacrifica a la Oscuridad para recuperar a Enoch y Nanna. Mientras el alma de Enoch se recupera, los Grigori sobrevivientes masacran a los Libertos, y una Nanna desesperada encuentra el cráneo de la antigua guerrera Ishtar, convirtiéndose en su nueva encarnación y luchando contra los Grigori hasta que ella también se corrompe por la Oscuridad. Un Enoch recuperado derrota a Ezekiel, que mata a sus hijos Nephilim, incluido Neph. En el último piso, Enoch lucha contra Azazel. Cuando Azazel es derrotado, intenta continuar la lucha, pero Belial lo mata y envía al corrupto Armaros contra Enoch. Enoch derrota a Armaros y purifica a Ishtar, los dos descubren que Semyaza ya ha muerto. Una narración final revela que la acción de Enoch puso fin a la influencia de la Torre en la humanidad, lo que provocó que el Consejo de Ancianos detuviera la inundación y los Arcángeles juraran vigilar el mundo para siempre.

## Desarrollo
El Shaddai comenzó a desarrollarse en 2007 y antes se conocía como Angelic: Ascension of the Metatron. Un tráiler de trabajo en progreso presentaba diferentes diseños de los personajes.
La estética del juego es de estilo anime, y se basa libremente en fuentes como Studio Ghibli. Enoch es un protagonista silencioso, ya que Takeyasu quería aumentar la conexión entre el jugador y Enoch.
El Shaddai fue promocionado con un tráiler que se mostró en la conferencia de prensa E3 de 2010, así como en el Tokyo Game Show. Recibió una fuerte respuesta, que se ha atribuido a una línea de diálogo que Lucifel le dijo a Enoch: "¿Estás seguro de que es suficiente armadura?". Esta cita ganó el primer lugar del Grand Prix de los Net Buzzword Awards 2010 en Japón. A pesar de que la tendencia era la intención del creador, superó sus expectativas.  Además de las películas promocionales del juego, la mercancía previa al lanzamiento, como los jeans y figuras de acción Edwin estaban disponibles para la venta. Bandai también produjo varias figuras del protagonista del juego, que aparecieron en un evento de características de Tamashii en Akihabara, Osaka y Taipei.

## Recepción
La recepción del juego fue en general positiva. Los revisores elogiaron la estética sofisticada y visualmente deslumbrante y el sistema de combate notablemente profundo y matizado, pero fácil de entender.

## Legado
Un juego de rol derivado, titulado The Lost Child, fue lanzado por Kadokawa Games para PlayStation 4 y PlayStation Vita en Japón en agosto de 2017, con un lanzamiento occidental a través de NIS America lanzado en 2018. The Lost Child presenta a Enoch, Lucifel y Michael como personajes secundarios, pero se centra en un nuevo protagonista.